# Hans-Jochen Markmann

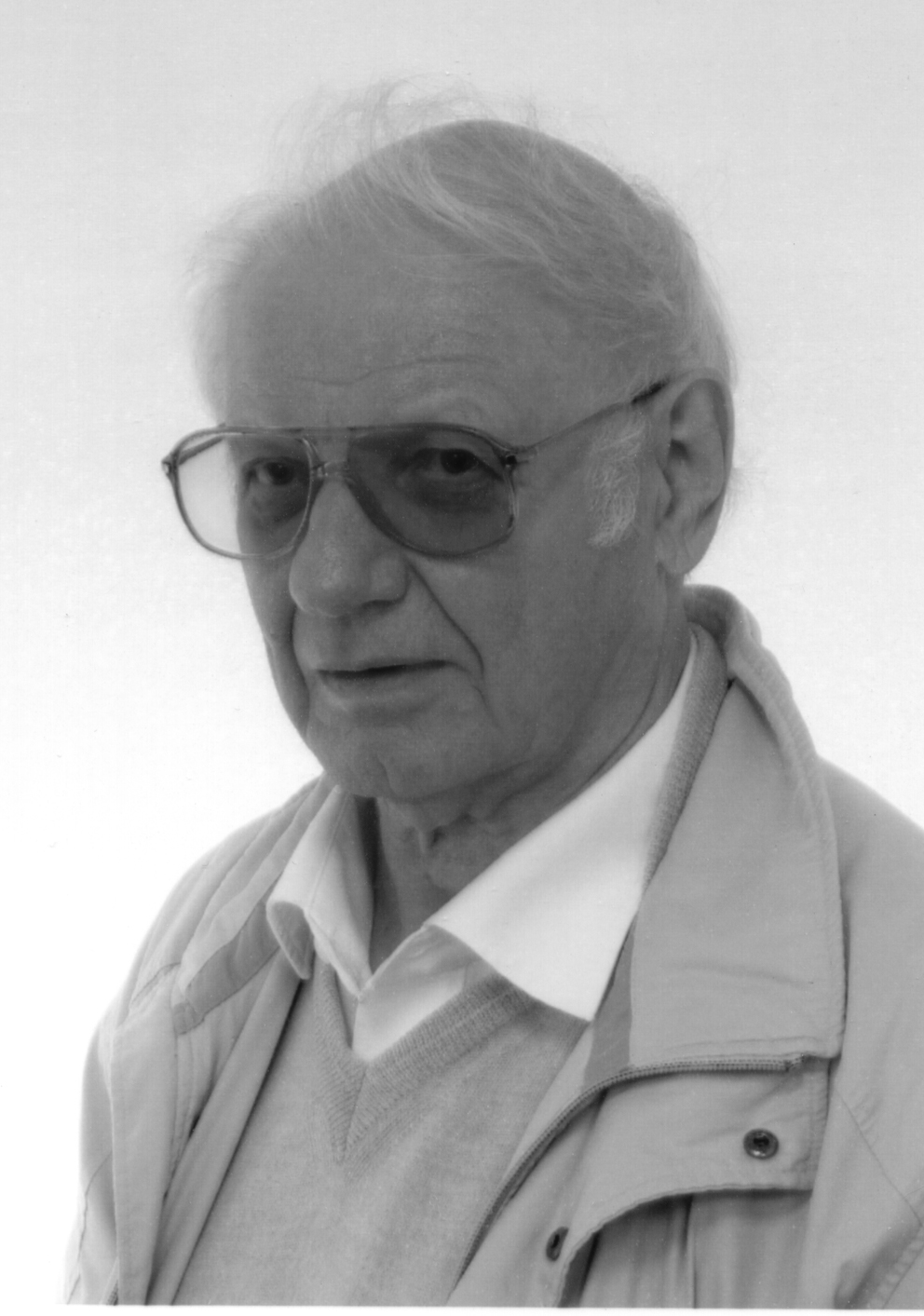
Hans-Jochen Markmann, 2008

Hans-Jochen Markmann (* 11. Oktober 1930 in Leipzig; † 7. Februar 2010 in Berlin) war ein deutscher Historiker, der Aufsätze und Bücher über die Zeit des Nationalsozialismus publizierte.

## Leben
Markmann absolvierte von 1946 bis 1949 eine Maurerlehre und studierte von 1958 bis 1962 Geschichte und Pädagogik an der Pädagogischen Hochschule Berlin-Lankwitz. Er war seit 1971 wissenschaftlicher Oberrat am Pädagogischen Zentrum Berlin und lehrte an der Technischen Universität Berlin. Seit 1961 war er mit Irmtraud Editha Markmann verheiratet († 2009). Hans-Jochen Markmann starb 2010 an den Folgen einer Krebserkrankung.

## Schriften (Auswahl)
- Hans-Norbert Burkert, Hans-Jochen Markmann, Klaus-Jürgen Penne, Rudolf W. Schmidt (Hrsg.), Sexualität in unserer Gesellschaft. Begleitheft zur Schulfernsehsendereihe des Sender Freies Berlin. Cornelsen-Velhaben & Klasing, Berlin 1970.
- Hans-Jochen Markmann, Theorien über Faschismus und Nationalsozialismus in Wissenschaft und Unterricht.  Pädagogisches Zentrum, Berlin 1978.
- Hans-Jochen Markmann, Preußen. Geschichte und Probleme. Pädagogisches Zentrum, Abt. V, Berlin 1980.
- Bundeszentrale für politische Bildung (Hrsg.), Der Nationalsozialismus als didaktisches Problem–Beiträge zur Behandlung des NS-Systems und des deutschen Widerstandes im Unterricht. Schriftenreihe Band 156. Materialien der 1978 in Berlin veranstalteten Fachtagung "Zur Behandlung von Nationalsozialismus und Widerstand im Schulunterricht". Mit Beiträgen von Dieter Riesenberger, Marhild Hoffmann, Peter Meyers, Hans Mommsen, Detlev Peukert, Alfred Krink, Hans-Jochen Markmann. Selbstverlag, Bonn 1980.
- Hans-Jochen Markmann, Die Republik von Weimar-Die Zwischenkriegszeit. Sekundarstufe II. PW/Geschichte. Bibliographische Hilfen. Pädagogisches Zentrum, Berlin 1980.
- Hans-Jochen Markmann, Jochen und Jürgen Vietig (Hrsg.), Das Deutsch-Polnische Verhältnis. Referate zu Problemen der Deutsch-Polnischen Schulbuchempfehlungen. Pädagogisches Zentrum, Berlin 1981.
- Rainer Bölling, Annette Kuhn, Hans-Jochen Markmann (Hrsg.), Das Dritte Reich. Geschichte und Struktur.  Schwerpunkt-Materialien für Grund- und Leistungskurse der Sekundarstufe II. Ernst Klett Verlag, Stuttgart 1982, ISBN 978-3-12-419200-4.
- Hans-Jochen Markmann, Der deutsche Widerstand gegen den Nationalsozialismus 1933–1945. Modelle für den Unterricht. Medien–Materialien–Dokumente. Sonderausgabe für die Bundeszentrale für politische Bildung und für politische Bildung. Hase & Koehler, Mainz 1984, ISBN 3-7758-1065-X.
- Hans-Jochen Markmann, Tempel im Alten Ägypten. Ägyptisches Museum Berlin. Pädagogisches Zentrum, Berlin 1988.
- Hans-Jochen Markmann, Brüder zur Sonne zur Freiheit! Aspekte sozialistischer und freidenkerischer Erziehung im 19. und 20. Jahrhundert. Pädagogisches Zentrum, Berlin 1989.
- Hans-Nobert Burkert, Hans-Jochen Markmann, 900 Tage Blockade Leningrad–Leiden und Widerstand der Zivilbevölkerung im Krieg, Band 1–3. Pädagogisches Zentrum, Berlin 1991.
- Hans-Jochen Markmann, Frauenleben im Mittelalter: Frauengeschichte in Forschung und Unterrichtspraxis. Geschichte lehren und lernen. Verlag Moritz Diesterweg, Frankfurt am Main 1993, ISBN 3-425-07364-8.
- Hans-Norbert Burkert, Hans-Jochen Markmann, Ralf Melzer (Hrsg.), Berlin und die Alliierten 1944–1994. Teil I: Bildmappe und Teil II: Texte und Dokumente. Berliner Institut für Lehrerfort- und weiterbildung und Schulentwicklung, Berlin 1995.